# Ереуз
Ереуз — река в России, протекает по территории Оренбургской области. Устье реки находится в 325 км по правому берегу реки Большой Кинель. Длина реки составляет 40 км.

## Притоки
- 2,1 км: Большая Зерикла
- 11 км: Курелга
- 13 км: Кармалка

## Данные водного реестра
По данным государственного водного реестра России относится к Нижневолжскому бассейновому округу, водохозяйственный участок реки — Большой Кинель от истока и до устья, без реки Кутулук от истока до Кутулукского гидроузла. Речной бассейн реки — Волга от верхнего Куйбышевского водохранилища до впадения в Каспий.
Код объекта в государственном водном реестре — 11010000812112100007770.